# Маріо П'юзо
Ма́ріо П'ю́зо (англ. Mario Puzo; 15 жовтня 1920, Мангеттен — 2 липня 1999, Лонг-Айленд) — американський письменник, кіносценарист і журналіст. Насамперед відомий як автор оповідань про мафію та роману «Хрещений батько» (1969), який згодом Френсіс Форд Коппола екранізував у однойменний фільм. Дворазовий лауреат премії «Оскар» (1972; 1974).

## Біографія
Народився 15 жовтня 1920 року на Мангеттені в районі Пекельна кухня, Нью-Йорк, США. Син італійських емігрантів з П'єтрадефузі, провінція Авелліно, Кампанія, Італія. Левова частка його творів певною мірою базується на його італійській культурній спадщині. Після закінчення навчання у Сіті-коледжі Маріо вступив на службу до лав Повітряних сил армії США в часи Другої світової війни, однак через свій слабкий зір йому не дозволялось брати участь у боях. Як офіцер зв'язків з громадськістю дислокувався на території Німеччини. Повернувшись до Нью-Йорка, вступив до Нової школи соціальних досліджень, а згодом й до Колумбійського університету.
1950 року опублікував своє дебютне оповідання «Минулого Різдва» (англ. The Last Christmas) на сторінках «Амерікан Венгард». Після війни написав роман «Арена темряви», який вийшов друком 1955 року.
Під час 1950-х та ранніх 1960-х працював автором/редактором у видавництві Мартіна Гудмана «Мегазін Менаджмент». Разом з іншими письменниками, серед яких Брюс Джей Фрідман, працював у видавничому відгалуженні, яке спеціалізувалося на журналах для чоловіків, зокрема здійснював наповнення Pulp-журналів «Мейл», «Тру окшн» та «Свенк». Під псевдонімом Маріо Клері писав нариси про Другу світову війну для журналу «Тру окшн».
Найвідоміший твір П'юзо, «Хрещений батько», вперше опубліковано у 1969 році. Пізніше письменник сказав в інтерв'ю Ларрі Кінгу, що головним його мотивом для написання роману стали гроші. Френсіс Форд Коппола здійснив однойменну екранізацію роману. Фільм отримав 11 номінацій на премію «Оскар», завоювавши три, зокрема «Оскар» за найкращий адаптований сценарій. Завдяки майбутній співпраці Копполи і П'юзо світ побачили ще два сиквели до оригінального фільму — «Хрещений батько II» і «Хрещений батько III».
Помер від серцевої недостатності 2 липня 1999 року у власному домі на Манор Лейн у Вест Бей Шор, Нью-Йорк. Нині його сім'я мешкає в Іст-Айсліп, Нью-Йорк.

## У популярній культурі
У квітні 2022 року стрімінговий сервіс Paramount+ почав трансляцію мінісеріалу «Пропозиція», який у белетризованому стилі розповідає про історію створення «Хрещеного батька», зокрема рішення П'юзо написати першу книгу, яка започаткувала книжкову серію. Роль П'юзо зіграв Патрік Ґалло. У його дружину Еріку втілилася Вікторія Келлегер.

### Романи
- The Dark Arena (1955) — «Темна арена»
- The Fortunate Pilgrim (1965) — «Щасливий пілігрим»
- The Runaway Summer of Davie Shaw (1966) — «Літня втеча Деві Шоу»
- Six Graves to Munich (1967), під певдонімом Маріо Клері — «Шість могил на шляху до Мюнхена»
- The Godfather (1969) — «Хрещений батько»
- Fools Die (1978) — «Дурні вмирають»
- The Sicilian (1984) — «Сицилієць»
- The Fourth K (1990) — «Четверта К»
- The Last Don (1996) — «Останній дон»
- Omertà (2000) — «Омерта»
- The Family (2001) — «Сім'я» (закінчений завдяки зусиллям Керол Джіно, давної подруги письменника)

### Нехудожня література
- Test Yourself: Are You Heading for a Nervous Breakdown? — «Протестуй себе. Ти на шляху до нервового зриву?», як Маріо Клері (1965)
- The Godfather Papers and Other Confessions (1972) — «Хрещений батько. Записи та зізнання»
- Inside Las Vegas (1977) — «Всередині Вегаса»

### Оповідання
Усі оповідання, окрім «Минулого Різдва», письменник написав під псевдонімом Маріо Клері.
- «The Last Christmas» (1950) — «Минулого Різдва»
- «John 'Red' Marston's Island of Delight» (1964)— «Острів насолоди Джона „Реда“ Марстона»
- «Big Mike's Wild Young Sister-in-law» (1964) — «Дика молода своячка Великого Майка»
- «The Six Million Killer Sharks That Terrorize Our Shores» (1966) — «Шість мільйонів акул-вбивць, що тероризують наші береги»
- «Trapped Girls in the Riviera's Flesh Casino» (1967) — «Ув'язнені дівчата у казино Рівера Флеш»
- «The Unkillable Six» (1967) — «Невбивча шістка»
- «Girls of Pleasure Penthouse» (1968) — «Дівчата з пентхауза насолоди»
- «Order Lucy For Tonight» (1968) — «Замов Люсі на вечір»
- «12 Barracks of Wild Blondes» (1968) — «12 бараків диких білявок»
- «Charlie Reese's Amazing Escape from a Russian Death Camp» (1969)— «Дивовижна втеча Чарлі Ріса з російського табору смерті»

### Переклади українською
Перший український переклад П'юзо — роман «Хрещений батько» — вийшов на сторінках журналу «Всесвіт» у 1973 (№ 10-11) та 1974 (№ 1) роках. Через 24 роки журнал також видав сиквел «Останній дон» (1997 № 11-12).
- Маріо П'юзо. Хрещений батько / пер. з анг. Віктор Батюк, Олександр Овсюк. — Х. : Клуб сімейного дозвілля, 2017. — 480 с. — ISBN 978-617-12-4070-4.
- Маріо П'юзо. Сицилієць / пер. з анг. Олена Оксенич. — Х. : Клуб сімейного дозвілля, 2018. — 400 с. — ISBN 978-617-12-5779-5.

### Кіносценарії та екранізації
| - Хрещений батько (1972) - Хрещений батько. Частина II (1974) - Землетрус (1974) - Супермен (1978) - Супермен II (1980) - Час померти (1983) | - Клуб «Коттон» (1984) - Сицилієць (1987) - Щаслива мандрівниця (1988) - Хрещений батько. Частина III (1990) - Христофор Колумб: Завоювання Америки (1992) - Останній дон (1997) - Супермен 2: Режисерська версія (2006) |